# أغوستين فارياس
أغوستين فارياس (بالإسبانية: Agustín Farías) (25 ديسمبر 1987 في الأرجنتين - ) هو لاعب كرة قدم أرجنتيني في مركز الوسط. لعب مع نادي بالستينو.

## وصلات خارجية
- أغوستين فارياس على موقع قاعدة بيانات كرة القدم.إي يو (الإنجليزية)
- أغوستين فارياس على موقع Soccerway.com (الإنجليزية)
- أغوستين فارياس على موقع AS.com (الإسبانية)